# María Pérez
María Pérez García  (Orce, 29 de abril de 1996) é uma atleta espanhola, campeã olímpica e mundial especializada na marcha atlética.  
Recordista mundial da marcha de 35 km, ela foi campeã europeia em 2018 e quarta colocada na marcha de 20 km de Tóquio 2020. É a atual campeã mundial das marchas de 20 km e 35 km, títulos conquistados no Campeonato Mundial de Atletismo de 2023 em Budapeste, Hungria.
Em Paris 2024, ela foi campeã no revezamento misto da marcha atlética junto com Álvaro Martín e ganhou a medalha na prova de 20 km.